# Robert Mark Kamen
Robert Mark Kamen (New York, 9 ottobre 1947) è uno sceneggiatore statunitense, noto per aver creato la saga di The Karate Kid e co-creato, insieme a Luc Besson, la saga di Transporter.

## Biografia
Nato nel Bronx, New York, Kamen ottenne la Bachelor of Arts all'Università di New York ed il dottorato (Ph.D) in American Studies all'Università della Pennsylvania.
Kamen possiede un vigneto nella sua tenuta nella Contea di Sonoma (California), dove produce quantità limitate di alta qualità dei vini Cabernet-sauvignon e Syrah.
Robert Mark Kamen vive a New York, ha una tenuta in California e lavora nel quartier generale di Luc Besson a Parigi.

## Carriera
Collaborò alla sceneggiatura del film L'ombra del diavolo del 1997, ma dopo numerosi disaccordi e nuove stesure, Kamen non ricevette l'accredito e non compare come sceneggiatore del film.

### Collaborazione con Luc Besson
Kamen collabora frequentemente con Luc Besson, con cui ha co-scritto e co-creato le sceneggiature di film come Il quinto elemento, The Transporter ed Io vi troverò. La prima collaborazione tra i due è per il film Léon.
Dopo il grande successo de Il quinto elemento, Besson lo invita ad unirsi al suo scopo, quello di creare un mini-studio europeo che crei "film internazionali e d'azione che girino il mondo".

## Filmografia

### Sceneggiatore
- Taps - Squilli di rivolta (Taps), regia di Harold Becker (1981)
- Punto debole (Split Image), regia di Ted Kotcheff (1982)
- Per vincere domani - The Karate Kid (The Karate Kid), regia di John G. Avildsen (1984)
- Karate Kid II - La storia continua... (The Karate Kid, Part II), regia di John G. Avildsen (1986)
- Karate Kid III - La sfida finale (The Karate Kid, Part III), regia di John G. Avildsen (1989)
- I gladiatori della strada (Gladiators), regia di Rowdy Herrington (1992)
- La forza del singolo (The Power of One), regia di John G. Avildsen (1992)
- Arma letale 3 (Lethal Weapon 3), regia di Richard Donner (1992)
- Karate Kid 4 (The Next Karate Kid), regia di Christopher Cain (1994) - Personaggi
- Il profumo del mosto selvatico (A Walk in the Clouds), regia di Alfonso Arau (1995)
- Il quinto elemento (The Fifth Element), regia di Luc Besson (1997)
- Kiss of the Dragon, regia di Chris Nahon (2001)
- The Transporter, regia di Louis Leterrier e Corey Yuen (2002)
- Black Sash - Serie TV, 7 episodi (2003)
- Transporter: Extreme (Transporter 2), regia di Louis Leterrier (2005)
- Bandidas, regia di Joachim Rønning e Espen Sandberg (2006)
- Io vi troverò (Taken), regia di Pierre Morel (2008)
- Transporter 3, regia di Olivier Megaton (2008)
- The Karate Kid - La leggenda continua (The Karate Kid), regia di Harald Zwart (2010)
- Colombiana, regia di Olivier Megaton (2011)
- Taken - La vendetta (Taken 2), regia di Olivier Megaton (2012)
- Transporter: The Series – serie TV, 8 episodi (2012)
- Taken 3 - L'ora della verità (Taken 3), regia di Olivier Megaton (2015)
- Attacco al potere 3 - Angel Has Fallen (Angel Has Fallen), regia di Ric Roman Waugh (2019)

#### Soggetto
- Per vincere domani - The Karate Kid (The Karate Kid), regia di John G. Avildsen (1984)
- Karate Kid II - La storia continua... (The Karate Kid, Part II), regia di John G. Avildsen (1986)
- Karate Kid III - La sfida finale (The Karate Kid, Part III), regia di John G. Avildsen (1989)
- I gladiatori della strada (Gladiators), regia di Rowdy Herrington (1992)
- The Transporter, regia di Louis Leterrier e Corey Yuen (2002)
- Black Sash - Serie TV, 7 episodi (2003)
- Transporter: Extreme (Transporter 2), regia di Louis Leterrier (2005)
- Bandidas, regia di Joachim Rønning e Espen Sandberg (2006)
- Io vi troverò (Taken), regia di Pierre Morel (2008)
- Transporter 3, regia di Olivier Megaton (2008)
- The Karate Kid - La leggenda continua (The Karate Kid), regia di Harald Zwart (2010)

### Produttore
- Il vendicatore (The Punisher), regia di Mark Goldblatt (1989)
- Black Sash - Serie TV, 7 episodi (2003)

### Altri ruoli
- Danny the Dog (Unleashed), regia di Louis Leterrier (2005) - Consulente artistico e creativo

## Riconoscimenti
- 1998 – Premio Hugo
  - Candidatura per la miglior rappresentazione drammatica per Il quinto elemento
- 1989 – Razzie Awards
  - Candidatura per la peggior sceneggiatura per Karate Kid III - La sfida finale